# Celestino Endrici
Celestino Endrici (Don, 14 mars 1866 – Trente, 29 octobre 1940) a été, de 1904 à 1929 puis de 1929 à 1940 respectivement évêque, puis archevêque de la ville de Trente.

## Sources

## Compléments